# Henrik Rummel
Henrik Rummel (født 26. september 1987 i København, Danmark) er en dansk-født amerikansk roer.
Rummel vandt en bronzemedalje ved OL 2012 i London, som del af den amerikanske firer uden styrmand, der desuden bestod af Charlie Cole,
Scott Gault og Glenn Ochal. Amerikanerne kom ind på en tredjeplads i finalen, hvor Storbritannien og Australien sikrede sig guld- og sølvmedaljerne. Han deltog i samme disciplin ved OL 2016 i Rio de Janeiro, hvor amerikanerne sluttede på 7. pladsen.
Rummel vandt desuden en VM-guldmedalje i disciplinen toer med styrmand ved VM 2009 i Polen.

## OL-medaljer
- 2012:  Bronze i firer uden styrmand